# Six du Doe
Six du Doe är en bergstopp i Schweiz. Den ligger i distriktet Martigny och kantonen Valais, i den sydvästra delen av landet, 90 km söder om huvudstaden Bern. Toppen på Six du Doe är 2 724 meter över havet.